# Ромео і Юльця
«Ромео і Юльця» (пол. Romeo i Julcia) — польський чорно-білий художній фільм, комедія 1933 року.

## Сюжет
Професор Плятфус і доцент Рончка ведуть шлюбну агенцію із застосуванням наукових методів. Вони вчать також норм і правил поведінки людей суспільстві. На доручення закоханого юнака один із науковців повинен прикидатися багатою жінкою з Америки, а другий науковець — її лакеєм.

## У ролях
- Конрад Том
- Адольф Димша
- Зуля Погожельська
- Станіслав Селяньскій
- Вацлав Сцибор-Рильський
- Болеслав Межеєвський
- Марія Нобісувна
- Антоні Фертнер
- Ірена Скверчинська
- Зигмунт Хмелевський
- Станіслава Пежановська
- Юзеф Орвід
- Фелікс Хмурковський
- Текла Трапшо
- Ришард Місевич та ін.